# Kenta Fukasaku
Kenta Fukasaku (深作 健太?, Fukasaku Kenta; Tokyo, 15 settembre 1972) è un regista, sceneggiatore e produttore cinematografico giapponese, figlio del celebre regista Kinji Fukasaku.

## Biografia
Kenta Fukasaku debuttò nel cinema a soli 10 anni, in veste di attore: interpretò infatti un piccolo ruolo in L'ultima sfida, diretto nel 1982 da John Frankenheimer. 
Nel 2000 scrisse Battle Royale, diretto dal padre Kinji Fukasaku, mentre nel 2003 debuttò nella regia, portando a termine le riprese del sequel Battle Royale II: Requiem, iniziato dal padre, che fu costretto ad abbandonare il set per motivi di salute. Nel 2005 Fukasaku diresse il suo primo film da solo, Under the Same Moon, e l'anno successivo girò il film d'azione Yo-Yo Girl Cop, seguito da altri due film.

## Filmografia

### Regista
- Battle Royale II: Requiem (バトル・ロワイアルII 鎮魂歌, Batoru rowaiaru II: Chinkonka) (co-regia con Kinji Fukasaku) (2003)
- Under the Same Moon (同じ月を見ている, Onaji tsuki wo miteiru) (2005)
- Yo-Yo Girl Cop (スケバン刑事 コードネーム= 麻宮サキ, Sukeban Deka: Kōdonēmu= Asamiya Saki) (2006)
- X-Cross (XX (ekusu kurosu): makyô densetsu) (2007)
- Rebellion: The Killing Isle (2008)
- Perfect Education: Maid, for You (Kanzen naru shiiku: Meido, for you) (2010)

### Sceneggiatore
- Battle Royale (バトル・ロワイヤル, Batoru rowaiaru) di Kinji Fukasaku (2000)
- Battle Royale II: Requiem (バトル・ロワイアルII 鎮魂歌, Batoru rowaiaru II: Chinkonka) (co-regia con Kinji Fukasaku) (2003)

### Attore
- L'ultima sfida (The challenge) di John Frankenheimer (1982)